# Myrceugenia venosa
Myrceugenia venosa är en myrtenväxtart som beskrevs av Carlos Maria Diego Enrique Legrand. Myrceugenia venosa ingår i släktet Myrceugenia och familjen myrtenväxter. Inga underarter finns listade i Catalogue of Life.